# Chodzi po prostu o miłość
Chodzi po prostu o miłość (fr. Juste une question d’amour) – francusko-belgijski film telewizyjny z 2000 roku w reżyserii Christiana Faure'a.

## Fabuła
Młody Laurent (Cyrille Thouvenin) mieszka ze swoją przyjaciółką Carole (Caroline Veyt). Pewnego dnia spotyka starszego Cédrica (Stéphan Guérin-Tillié), naukowca, pasjonującego się botaniką. Mężczyźni zakochują się w sobie. Laurent obawia się reakcji konserwatywnych rodziców po wyjściu z szafy.

## Obsada
- Cyrille Thouvenin jako Laurent
- Stéphan Guérin-Tillié jako Cédric
- Éva Darlan jako Emma
- Caroline Veyt jako Carole
- Danièle Denie jako Jeanne
- Idwig Stephane jako Pierre
- Laurence César jako Martine[2]